# Línea 73 (Córdoba)
La Línea 73 es una línea de transporte urbano de pasajeros de la ciudad de Córdoba, Argentina. El servicio está actualmente operado por la empresa ERSA.
Anteriormente el servicio de la línea 73 era denominada como líneas T y E3 desde 2002 por la empresa Ciudad de Córdoba, hasta que el 1 de marzo de 2014, por la implementación del nuevo sistema de transporte público, las T y E3 se fusionan como 73 y operada por la misma empresa, tras la implementación, la 73 anteriormente finalizaba su recorrido en el B° Valle Escondido que ahora su recorrido lo hace la 70 y su actual recorrido finaliza ahora en B° Cabo Farina (Parque Latino) junto a las líneas 26, 71 y 73, el 31 de julio del mismo año, Ciudad de Córdoba deja de operar los corredores 2 y 7 y pasan a manos de Aucor, más tarde Aucor deja de existir y pasan a manos donde opera actualmente a ERSA Urbano.

## Recorrido
De B° Cabo Farina a B° Villa Boedo.
 Servicio diurno.
IDA:  De Viña del Mar y Calle Publica A – por esta – Tenerife – Tahití – Bermudas – Esquél – Las Vegas – Av. Bariloche – Viña del Mar – Dr. Oscar Cocca – Av. Vélez Sarsfield – Luis María Drago – Eduardo Crespo – Pedro Antonio Inchauspe – Cjal. Felipe Belardinelli – Av. Cruz Roja Argentina – Maestro Marcelo López – Ing. Medina Allende – Haya de la Torre – Bv. De la Reforma – Los Nogales – Av. Concepción Arenal – Túnel Plaza España – Bv. Chacabuco – Bv. Arturo Illia – Bv. San Juan – Av. Marcelo T de Alvear – Belgrano – Tucumán – Av. Colón – Av. Emilio Olmos – Bv. Guzmán – Bv. Juan Domingo Perón – Agustín Garzón – Diego de Torres – Junín – José M. Solares – Agustín Garzón – Emilio Salgari – Agustín Garzón – Ramos Mejías – Tinogasta – Ambagasta – Fiambalá – Calingasta – Cruce de Circunvalación – Calingasta – Mariano Boedo – Tinogasta – José Aycardoz – Pedro Medrano – Calle Pública (9 cuadras) dobla a la izquierda hasta Máximo Zamudio.
REGRESO: De Calle Pública y Máximo Zamudio – por ésta – Pedro Medrano – José Aycardoz – Tinogasta – Mariano Boedo – Calingasta – Cruce Av. Circunvalación – Calingasta – Fiambalá – Ramos Mejía – Agustín Garzón – Punilla – Corrientes – Ernesto Bancalari – Av. Gdor. Amadeo Sabattini – Lisandro de la Torre – José M. Solares – Corrientes – Uruguay – Agustín Garzón – Bv. Juan Domingo Perón – San Jerónimo – Bv. Chacabuco – Av. Maipú – Sarmiento – Humberto Primo – Av. Gral. Paz – Av. Vélez Sarsfield – Av. Hipólito Yrigoyen – Plaza España – Av. Concepción Arenal – Los Nogales – Bv. De la Reforma – Haya de la Torre – Ing. Medina Allende – Maestro Marcelo López – Av. Cruz Roja Argentina – Cjal. Felipe Belardinelli – Pedro Antonio Inchauspe – Rafael Bielsa – José Guardado – Dr. Pastor Taboada – Viña del Mar – Av. Bariloche – Las Vegas – Esquél – Bermudas – Tahití – Tenerife – Publica A – Viña del Mar.